# Dana Zátopková
Dana Zátopková, född 19 september 1922 i Karviná, död 13 mars 2020 i Prag, var en tjeckoslovakisk (tjeckisk) friidrottare.
Zátopková blev olympisk mästare i spjutkastning vid olympiska sommarspelen 1952 i Helsingfors.
Hon var gift med löparstjärnan Emil Zatopek.